# Добриня Микитич і Змій Горинич
«Добриня Микитич і Змій Горинич» (рос. Добрыня Никитич и Змей Горыныч) — російський повнометражний анімаційний фільм студії «Мельніца» 2006 року, продовження франшизи про «Трьох богатирів». Фільм вийшов в російський та український прокат одночасно 16 березня 2006 року; для українського прокату український дистриб'ютор «Синергія» не замовив українського дубляжу у жодної студії дубляжу, і фільм демонструвався з оригінальною російською аудіодоріжкою.
Українською мовою мультфільм було дубльовано студією «Postmodern Postproduction» у 2017 році для телеканалу ТРК «Україна», а згодом також студією «Tretyakoff Production/CinemaSound Production» у 2018 році для телеканалів «Новий канал» та «ICTV».
В Росії мультфільм отримав три вікові рейтинги: «0+», «6+» і «12+». В Україні отримав лише один віковий рейтинг — «16+».

## Сюжет
Одного разу небогу князя Забаву — дівчину самостійну і незалежну — викрадає кровожерний Змій Горинич. Але дядько красуні чомусь не поспішає відправляти Добриню на її пошуки.
Коли ж Добриня, разом зі своїм юним учнем Єлисеєм, все ж вирушає в дорогу, його чекає безліч небезпек, пригод та несподіваних відкриттів. Виявляється, князь зовсім не зацікавлений у порятунку своєї небоги, а Змій Горинич — всього лише жертва інтриг підлого шантажиста Коливано і підступної Баби-Яги.

## Персонажі
- Князь Київський — не історична особистість. Думка, що це князь Володимир Красне Сонечко, є, за твердженням режисера, помилковим. Князь жадібний, хитрий, при цьому боягузливий. З'являвся в кожному мультфільмі серії.
- Добриня Микитич — богатир, який любить поспати і вважає, що сон додає сили. Як правило, Добриня не тільки сильний, але і освічений, багато знає і вміє. Веде дружбу зі Змієм Гориничем і гінцем Єлисеєм. Начальник дружини Князя Київського. Одружений з владною і хазяйновитою Настасьєю.

## Ролі озвучували
- Валерій Соловйов — Добриня Микитич
- Юрій Тарасов — Єлисей
- Катерина Гороховська — Забава
- Сергій Маковецький — Князь Київський
- Андрій Толубеєв — Коливан
- Наталя Данилова — Баба-Яга
- Олег Куликович — Змій Горинич, слуга Коливана
- Анатолій Петров — Бекет
- Олена Шульман — Настасья Пилипівна
- Михайло Черняк — оповідач

## Український дубляж

### Український дубляж студії «Postmodern Postproduction» на замовлення ТРК «Україна» (2017)
Українською фільм було вперше дубльовано студією «Postmodern Postproduction» у 2017 році для телеканалу «ТРК Україна».
- Роман Чорний — Добриня Микитич
- Андрій Федінчик — Єлисей
- Марина Локтіонова — Забава
- Андрій Альохін — Князь Київський
- Євген Малуха — Коливан
- Валентина Сова — Баба-Яга
- Сергій Ладєсов — перша голова Змія Горинича
- Борис Георгієвський — друга голова Змія Горинича
- Роман Чупіс — третя голова Змія Горинича
- Євген Пашин — слуга Коливана
- Дмитро Завадський — Бекет
- Олена Бліннікова — Настасья Пилипівна, нізка пліткарка
- Вероніка Лук'яненко — середня пліткарка
- Ганна Соболєва — висока пліткарка
- Юрій Гребельник — оповідач
  - Епізодичні ролі: Наталя Надірадзе, Ярослав Чорненький, Дмитро Терещук.

### Український дубляж студії «Tretyakoff Production/CinemaSound Production» на замовлення ТК «Новий канал» / «ICTV» (2018)
Українською фільм було вдруге дубльовано студією «Tretyakoff Production/CinemaSound Production» у 2018 році для телеканалів «Новий канал» та «ICTV».
- Борис Георгієвський — Добриня Микитич
- Павло Лі — Єлисей, третя голова Змія Горинича
- Михайло Тишин — перша голова Змія Горинича
- Людмила Ардельян — Забава
- Олег Лепенець — Князь Київський
- Дмитро Бузинський — Коливан
- Тетяна Антонова — Баба-Яга
- Олександр Завальський — Бекет, друга голова Змія Горинича
- Дмитро Завадський — слуга Коливана
- Олена Узлюк — Настасья Пилипівна, висока пліткарка
- Лідія Муращенко — середня пліткарка, нізка пліткарка
- Євген Малуха — оповідач
- Валентина Сова — старенька
- Євген Пашин — перший представник тугар
- Андрій Середа — другий представник тугар

## Реліз
Фільм вперше вийшов в російський прокат 16 березня 2006 року. Фільм вперше вийшов в український прокат 16 березня 2006 року, для українського прокату український дистриб'ютор «Синергія» не замовив українського дубляжу і фільм демонструвався з оригінальною російською аудіодоріжкою.
Перший український дубляж було дубльовано студією «Postmodern Postproduction» у 2017 році для телеканалу «ТРК Україна»; показ з цим дубляжем на телеканалі ТРК Україна вперше відбувся 1 січня 2018 року. Другий український дубляж було дубльовано студією «Tretyakoff Production/CinemaSound Production» у 2018 році для телеканалів «Новий канал» та «ICTV»; показ з цим дубляжем вперше відбувся 25 грудня 2018 року.

## Виноски
1. ↑  Також «Добриня Микитович та Змій Горинович»